# Josef Kemr
Josef Kemr, né à Prague le 20 juin 1922 et mort dans cette même ville le 15 janvier 1995, est un acteur tchèque.

## Filmographie
- 1944 : Jarní píseň de Rudolf Hrušínský
- 1946 : Pancho se žení de Rudolf Hrušínský : Pedro
- 1954 : Jan Hus d'Otakar Vávra
- 1955 : Větrná hora de Jiří Sequens : František Ježek
- 1959 : Condamnés à vivre de Jiří Krejčík
- 1965 : Le Cas Barnabáš Kos (Prípad Barnabás Kos) : Barnabas Kos
- 1967 : Marketa Lazarová de František Vláčil
- 1970 : Le Marteau des sorcières d'Otakar Vávra
- 1976 : Marečku, podejte mi pero!
- 1976 : Parta hic
- 1978 : Ces merveilleux hommes à la manivelle (Báječní muži s klikou) de Jiří Menzel : Benjamín
- 1979 : La Divine Emma (Božská Ema) de Jiří Krejčík